# Gregor Joseph Werner
Gregor Joseph Werner (Ybbs an der Donau, 1693. január 28.
– Kismarton, 1766. március 3.) alsó-ausztriai és magyarországi zeneszerző, karmester és orgonista, a kismartoni Esterházy-udvar zenekarának vezetőjeként Joseph Haydn elődje. Az érett barokkot képviselő művei jórészt feledésbe merültek.

## Élete

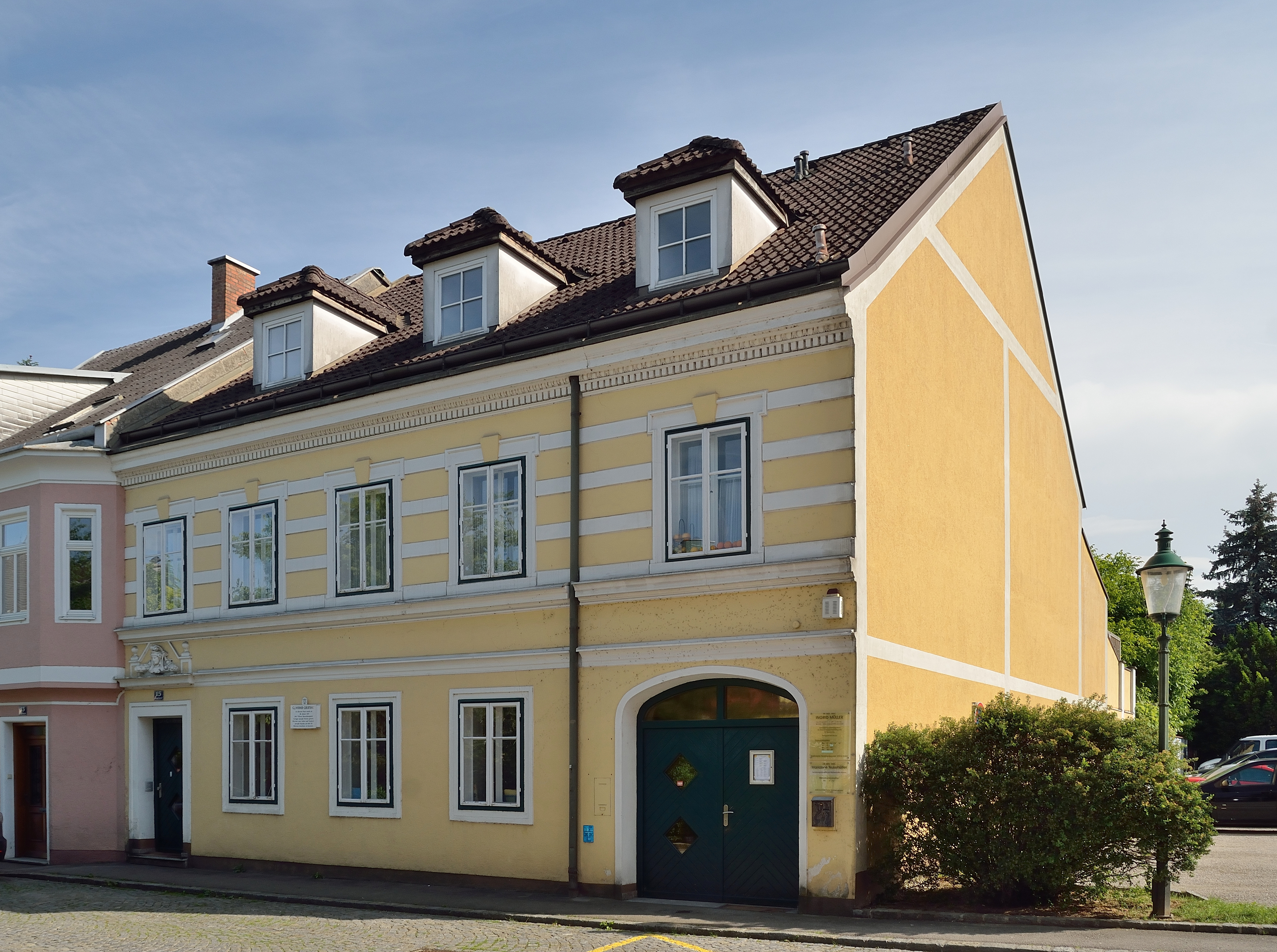
Werner szülőháza, Ybbs an der Donau

Az alsó-ausztriai Ybbsben született, apja, Sebastian Werner asztalosmester volt, édesanyja Anna. Valószínűleg a melki apátsági gimnáziumban tanult, majd 1715/1716-tól ugyanott a templom orgonistájaként (organoedus Mellicensis) működött. Később talán tanulmányutat tett Dél-Németországban, majd Bécsbe költözött, ahol elsősorban Johann Joseph Fux, a bécsi udvari zenekar mestere és főként helyettese, Antonio Caldara volt rá hatással.

### Az Esterházy hercegi család szolgálatában
1728. május 10-től fogadta föl Esterházy József Antal (1688–1721) özvegye, Gilleis Mária Oktávia hercegné, hogy vezesse fia, a fiatal Esterházy Pál Antal herceg udvari zenekarát (Hofkapellmeister). Egy évre 400 forint fizetést, 28 forint lakbért kapott, de ehhez egyéb juttatások is járultak, például énekes fiúk tanítása. Kismartonban a korábbi években, Esterházy József Antal herceg halála után visszafogott zenei élet folyt. A zenekart Georg Thonner vezette (Chor-Maister), aki eleinte basszista és írnok volt, Werner szolgálatba lépése után annak segédkarmestere lett. Rajta kívül mindössze 5 énekes és 5 zenész (orgonista, 2 hegedűs, csellista fagottos) alkotta a zenekart, amely 1737-ben 17 tagúra bővült, 1761-ben pedig 6 énekest, 10 zenészt (külön templomi és világi zenekart), valamint fúvósokat alkalmaztak.
A fiatal herceg nemcsak kedvelte a zenét, hanem maga is játszott fuvolán, hegedűn, csellón és lanton. A hercegnő Wernert még Kismartonba költözése előtt megbízta, hogy vegyen fiának egy csellót, továbbá javíttassa ki a hangszereket, és szerezzen be új kottákat. Esterházy Pál Antal kétéves európai tanulmányútjáról 1731-ben számos kottával tért haza, amelyeknek jelentős részét (versenyművek, partiták, szimfóniák, szonáták) bizonyára saját zenészei is előadták. Werner egy későbbi beadványából tudjuk, hogy „a téli időszakban a hercegi tiszti szobában hetenként kétszer zenés akadémiát tartottak, 2-2 órányit, kedden és csütörtökön”.

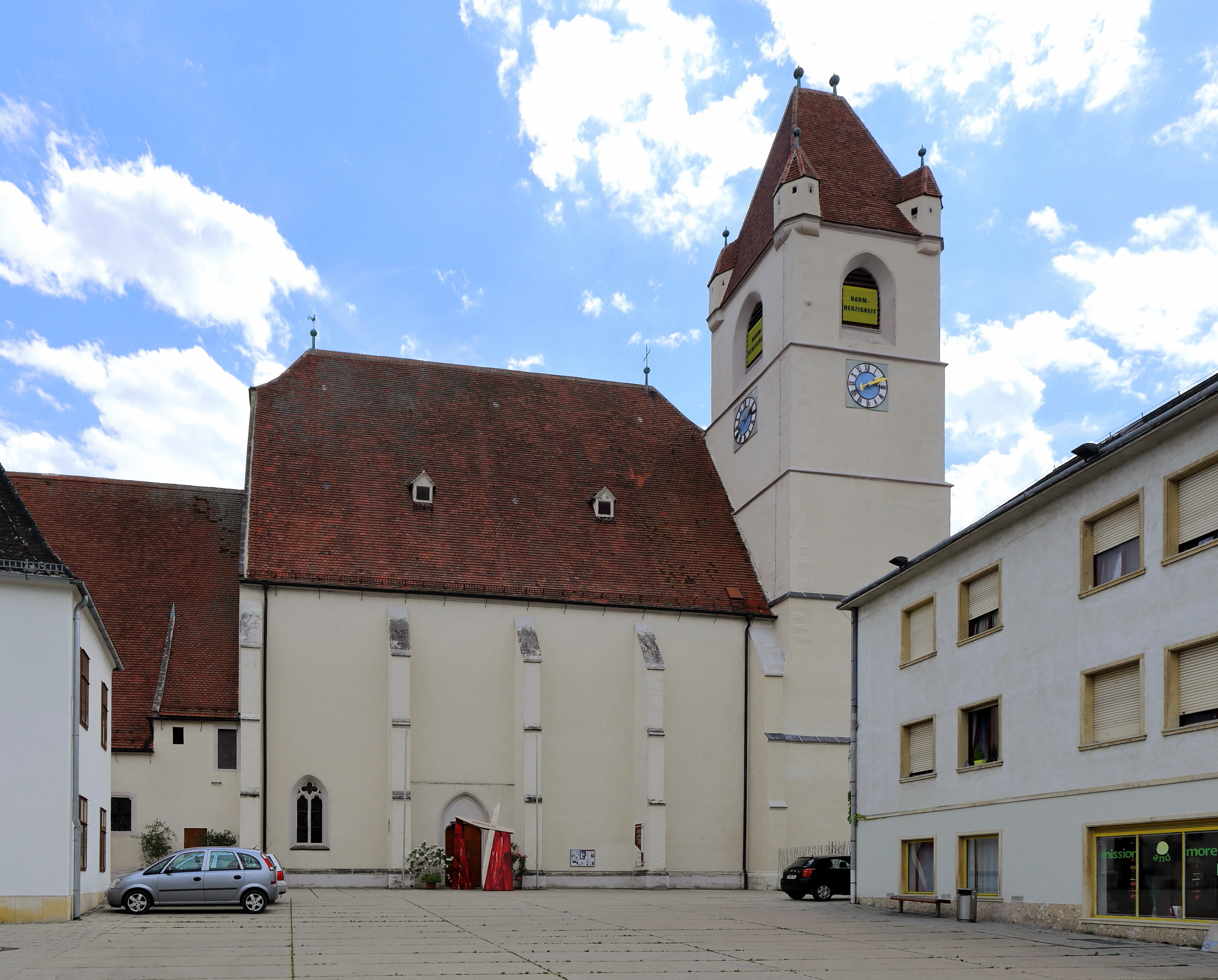
Szent Márton plébániatemplom, Kismarton

Az udvari zenészek rendszeresen közreműködtek a helyi Szent Márton plébániatemplomban. Ebből a célból Werner 1728-ban, még Kismartonba érkezése előtt Bécsben különböző egyházi műveket másoltatott (Antonio Caldara, Johann Joseph Fux, és Georg Reutter műveit), majd pedig maga is számos egyházi zenét írt. 1737-ben a templom kórusán található mintegy 350 kompozícióból nagyjából 100 a sajátja volt. Alkalmanként föllépett Werner zenekara a többi városi templomban is, például szerzetesi beöltözések és fogadalomtételek alkalmával az ágostonos kanonisszák kolostorában, amelyet Esterházy Pál herceg alapított 1678-ban, elsősorban saját lányai számára.
Werner képzett falzettista lehetett, mert amikor Antonia Lindt szoprán énekesnő 1736-ban elhunyt, másfél évig maga énekelte ezt a szólamot a kóruson (külön fizetésért). Később, miután 1745-ben fia, Anton elvesztette fiúhangját, az alt szólamot énekelte 1752-ig, míg hangja fel nem mondta a szolgálatot.

### Családja
Werner 1727. január 27-én a bécsi Szent István dómban (Stephansdom) vette feleségül egy Anna Christinát, egy duderstadti (Alsó-Szászország) pék 22 éves lányát. Házassságukból, már Kismartonban négy gyermek született:
1. Anton Joseph Nepomuk Paul (1731. január 10.–1766 után). Keresztszülei Esterházy Pál Antal és húga, Mária Jozefa Eleonóra (1712–1756) voltak, akiket Ugrinocsi Ignác Jakab nagybőgős képviselt. Ő is képzett zenész lett. Gyermekkorában, miután Paul Kniepatl altista 1737-ben elhunyt, ő helyettesítette a kismartoni kórusban, 14 éves koráig, egészen 1745-ig. Később Villachban lett karmester és orgonista.
2. Joseph Philipp (1732. november 24/26.–1738. máj. 15.). Keresztszülei Gregor Werner bátyja, Philipp és felesége, Maria Anna voltak, akik Wilhelmsburgban (Alsó-Ausztria) éltek, ezért Caspar Schmidt udvari kertész képviselte őket Kismartonban.
3. Johann Nep. Paul (1734. aug 4.–1766 után). Felnőtt korában ciszterci szerzetes lett a zwettli apátságban.
4. Maria Anna Elisabeth (1736. jan. 30.–1766 előtt)

Miután fiai elköltöztek, és 1753-ban felesége is elhunyt, Werner élete végére egyedül maradt. Kismartoni városi házából a Felsőhegyre (Oberberg) költözött, hercegi területre, Joseph Diezl iskolamester és tenorista házába.

### Kapcsolata Joseph Haydnnal
A herceg 1761. május 1-től a fiatal, 29 éves Joseph Haydnt szerződtette másodkarmesternek, mivel Werner „aki hosszú évek óta hűségesen, szorgalmasan szolgálja a magas hercegi házat, most azonban magas kora, és az ebből következő gyakori gyengélkedése miatt szolgálati kötelezettségeinek megfelelően eleget tenni nem képes”. Haydn ugyan Werner beosztottja lett, de önálló jogkört kapott a világi zene terén. Werner csupán a templomi zene irányítását folytatta, de betegsége miatt azt sem állandóan. „Beteg testem szinte csak csont és bőr” – panaszkodott 1765 októberében az új hercegnek Esterházy Miklósnak. Már 1763. augusztus 2-án végrendelkezett, majd ezt 1765. október 9-én újabb záradékkal egészítette ki, amelyben vagyonát két élő fiára hagyta.
Nem tudta elismerni Haydn tehetségét sem, és annak újabb stílusát sem kedvelte. Egyes források szerint utódját „divatjancsinak” („Modehansl”) und „énekírónak” („Gsanglmacher”) nevezte. Idézett beadványában 1765 októberében arról panaszkodott, hogy Haydn alatt a kórus tagjai gyakran kapnak szabadságot, a kórus alig 5-6 taggal énekel a templomban, a kották és hangszerek közül pedig sok hiányzik, és Haydn „mindent elnéz, csakhogy a »jóságos Haydn« nevet megtarthassa. Werner panaszának hátterében az állhat, hogy 1762-től Esterházy Miklós herceg megkezdte Eszterháza fölépítését, és a zenekar nagyobbik része nyaranta ott tartózkodott, csupán a templomi kórus maradt Kismartonban. A herceg mindenesetre hitelt adott Werner panaszának, és új szabályokat írt elő a kismartoni templomi kórus számára. Haydnnak leltárat kellett készítenie a hangszerekről és kottákról, a továbbiakban pedig kiadásuk és visszavételük Joseph Diezl kántortanító feladata lett. A kórus tagjainak a herceg meghagyta, hogy időben jelenjenek meg a templomban, valamint ismét bevezette a keddi és csütörtöki zenés akadémiákat.
Haydn viszont kellően nagyvonalú volt idős elődjével szemben, akinek ekkor már valóban csak négy hónap volt hátra életéből. Később, saját élete végén, 1804-ben kiadott Werner oratóriumaiból hat bevezetést és fúgát vonósnégyesre hangszerelve, a címlap szerint „különleges tiszteletből ezen híres mester iránt” („aus besonderer Achtung gegen diesen berühmten Meister”).
Werner utolsó tetteként megfestette a Rózsafüzér 15 állomását Sigismund Gstettner festővel, aki egyúttal csellózott is a hercegi zenekarban, és ezt a 15 festményt 1766. január 24-én a kismartoni városi plébánitemplomnak adta, ahol gyermekeit és feleségét temették. Néhány hét múlva, 1766. március 3-án hunyt el, és március 5-én temették el a kismartoni alsóhegyi (Unterberg) temetőben, a hercegi majorság mellett. Síremékét a temető felszámolása után a felsőhegyi templomba vitték át. Ezen olvasható verses sírkőfelirata, amelyet maga fogalmazott. Első sorai így hangzanak:
„Hier ligt ein Chor-Regent, der ein Gross Fürsten-Haus
sehr viele Jahr bedient, nun ist die Musik aus.
Er hatte grosse Plag mit Creuzl und b-moll,
wust endlich nicht wie, wo er resolviren soll.
Bis er die Kunst erlernt pur in Geduld zu sein,
alsdann gab er sich willig und ganz bereit darein”.
(„Egy karmester nyugszik itt, aki egy hercegi házat
sok éven át szolgált, zenéjének immár vége.
Sokat bajlódott kereszttel és B-vel
és megoldani azokat nem is tudta,
míg a tiszta béketűrés művészetét meg nem tanulta.
Ebbe aztán önként és készségesen belenyugodott.”) .

## Művei

### Egyházi művek
Legtöbbjük szigorú kontrapunktikus stílusban készült, az 1750-es évektől észrevehető a nápolyi iskola hatása. Néhány ádventi és karácsonyi darab könnyedebb hangvételű, az ausztriai és magyarországi népzene elemeit idézi.
- misék (nagyjából 50), többségük egyszerű hangszeres kísérettel,
- a capella misék (5)
- requiemek (3)
- Te Deum (4)
- Mária-antifónák (75)
- vesperások (57)
- himnuszok, zsoltárok, litániák, motetták

### Oratóriumok
Werner vezette be 1729-től, hogy minden évben, nagypénteken a hercegi együttes általa írt német nyelvű oratóriumot adott elő valamelyik kismartoni templomban, a fölállított szentsír előtt (a kastélykápolnában, az ágostonos kanonisszák Szent József templomában vagy a 
Salvator mundi kórházkápolnában).
- Fasciculus Myrrhae, 1729
- Schmerzhafter Widerhall des David‘schen Tränenliedes, 1731
- Die betrübte Tochter Zion, 1732
- Mater dolorum, 1733
- Der gute Hirt (Der so eifrig in sein Schäflein verliebte und zu gleich wegen dessen Verlust Höchst-Betrübte anbey mit gröster Sorg und Fleiß allwegherumsuchende gute Hirt), kastélykápolna, 1739
- Judith (Die von dem stoltzen Holoferne bis zum Todt gebreste und durch die tapfere Judith von ihrem Feind elöste Stadt Bethulia), kastélykápolna, 1742
- Absalon (Der so treu- als heillos wider seinen sanftmütigen Vater David rebellierende Sohn Absalon), ágostonosok kanonisszák temploma, 1743
- Der keusche Joseph, 1744
- Die allgemeine Auferstehung (Die allgemeine Auferstehung deren Todten mit dem darauf erfolgenden letzten Gericht), ágostonos kanonisszák temploma, 1745
- Esther (Die glückseligst vermählte und bis zum höchsten Gipfel der Ehren erhobene durchlauchtige Braut Esther), ágostonos kanonisszák temploma, 1746
- Der verlorene Sohn (Der von der Gerechtigkeit abgeschrockte und durch die Barmherzigkeit wiederum bewegte, Bußfertige und zu einem Liebreichen Vatter vertrauens voll zurück-kehrende verlohrne Sohn), ágostonos kanonisszák temploma, 1747
- Job (Der Jammervolle so gedultig als unschuldig-leydende Hussiten Fürst Job), kórházkápolna (Spitalkapelle), 1748
- Adam, kórházkápolna (Spitalkapelle), 1749
- David (Die durch des Neides Trieb auf das grimmigst gehaste Tugend oder Der von dem rasenden König Saul so sanft als Heldenmüthig bis zum Tod verfolgte David), kastélykápolna, 1750
- Daniel, 1752(?)
- Der Tod des Hl. Johnnes von Nepomuk, 1752(?)
- Tobias, 1759(?).
- Die drei Pilgräme (csak librettó maradt fönn), kastélykápolna, 1759
- Debora (Ein Weib von Gott erkiest als Stize Seiner Freunden; Iahel ein Weib, so Gott erwählet zur grisel Seiner Feinden erwießen durch den untergang des König Jabius Feld Haubtmann Sisera), kastélykápolna, 1760
- Judas Maccabeus (Antiochus), 1762

### Világi vokális művek
- Zwey neue und extra lustige musicalische Tafel-Stücke. I. Der Wiennerische Tändlmarckt ... II. Die Bauren-Richters-Wahl, Lotter, Augsburg, 1754 – 4 és 5 szólamú énekek (quodlibet) hangszeres kísérettel.

### Hangszeres művek
- Symphonie sex senaeque Sonatae, 1735 – 6 szimfónia és 6 szonáta Esterházy Pál Antal számára, Maria Anna Louisa Lunatti-Visconti-val kötött házassága alkalmából.
- Neuer und sehr curios- Musicalischer Instrumental-Calender, Augsburg, 1748 – 12 zenekari szvit az év 12 hónapjáról. Újabb kiadása: Musikalischer Instrumental-Kalender, szerk. Franz Stein, Kassel, 1956 (Das Erbe deutscher Musik, 31; Kammermusik, 5).
- versenyművek – Válogatott kiadás: Koncertáló darabok csembalóra vagy orgonára és kamarazenekarra, szerk. Vécsey Jenő, Budapest, 1967–1968 (Musica rinata, 12–13).[18]
- templomi szonáták és pastoralék
- VI. Fugen in Quartetten, ed. Joseph Haydn, Wien, 1804 – 6 bevezetés és fúga Werner oratórumaiból, vonósnégyesre.

## Műjegyzék
Murányi Róbert Árpád, Thematischer Katalog der Werke Gregor Joseph Werner in Budapest, Studia Musicologica 38(1997), Fasc. 1–2, 151-228. – Az Országos Széchényi Könyvtár Zeneműtára Ms. Mus. III. jelzetű sorozatának katalógusa.

## Felvételek
- Konzerte Aus Höfischer Zeit. – Közte: Gregor Joseph Werner, Pastorella In D. – Wolfgang Meyer (orgona), Berliner Philharmoniker, Karl Forster, Electrola, [1970 körül].[19] – A felvétel 1963 előtt készült.
- Michael Haydn, Mythologische Operette; Gregor Werner, Concertante pieces for organ and chamber orchestra (Concerto in B, Pastorale in G, Pastorale in D) – Lehotka Gábor, Magyar Filharmóniai Társaság Zenekara, Erdélyi Miklós, Hungaroton, 1966 – A felvétel a pannonhalmi Boldogasszony-kápolnában készült.[20]
- Musikalischer Instrumentalkalender – Gertraut Kubaczek (csembaló), Orchester der Wiener Volksoper, Paul Angerer, Impression, 1968
- Gregor Werner, Introductio oratoria / Oratórium bevezetések; Michael Haydn, Sinfonia in D / D-dúr szimfónia (1788); Florian Gassmann, Sinfonia in As / Asz-dúr szimfónia; Franz Xaver Süßmayr, Ouverture / Nyitány – Magyar Kamarazenekar, Tátrai Vilmos, Hungaroton (Musica Rinata), 1969[21]
- [Harpsichord Concertos] Johann Georg Albrechtsberger, Harpsichord Concerto In B Flat Major; Karl Ditters von Dittersdorf, Harpsichord Concerto In A Major; Gregor Werner*, Pastorale In G Major for Harpsichord and String Orchestra – Sebestyén János (csembaló), Magyar Kamarazenekar, Tátrai Vilmos, Hungaroton, 1969[22]
- Geistliche Musik aus Güssing (Johann Sebastian Bach, Toccata Und Fuge D-Moll BWV 565; Gregor Joseph Werner, Te Deum In C-Dur Für Soli, Chor, Orchester Und Orgel; Joseph Haydn, Vier Flötenuhrstücke Aus 1792 Und 1793; Wolfgang Amadeus Mozart, Kirchensonate, KV 336; Walter Franz, Sonnengesang Des Hl. Franziskus (Kantate); Max Reger, Toccata Und Fuge D-Moll, Op. 59) – Rosemarie Schmied (s), Edith Holzer (a)Helmut Wildhaber (t), Heinrich Schneider (b), Alois Forer (orgona), Vereinigte Chöre Güssing, ORF-Kammerorchester Studio Oberösterreich, Walter Franz, Preiser Records, 1973[23]
- Musikalischer Instrumentalkalender – Heidelberger Kammerorchester, Leitung: Bernhard Usedruuf, Da Camera Magna, 1975
- Die Jahreszeiten / The Seasons – Concilium Musicum Wien, Paul Angerer, Christophorus, 2011
- Debora – Gloria Banditelli, Wendy Hill, Klaus Mertens, Martin Klietmann, Capella Savaria, Németh Pál, Quintana, 1994
- Vesperae de Apostolis; Vesperae de Confessoris; Laetaniae de Venerabili Sacramento – Schola Cantorum Budapestiensis, Santa Cecilia Vocal Ensemble, Weiner-Szász Kamaratenekar, Mezei János, Hungaroton, 1996[24]
- Calendarium Musicum (CD 1-2) – A Corte Musical, Rogerio Goncalves, Gallo, 2003
- Missa contrapunctata; Requiem in g minor; Missa festivalis et brevis in G major; Te Deum in C major – Budapesti Énekes Iskola Kórusa és hangszeres együttese, Mezei János, Hungaroton Classic, 2004
- G. J. Werner, 6 Fugues a 4; J. G. Albrechtsberger, 6 Quartets Op. 16; Sonata in C (pro festo Paschalis) – Authentic Quartet, Hungaroton, 2010
- Musikalischer Kalender – Aura Musicale, Máté Balázs, Hungaroton, 2011
- Pro Adventu – Alois Mühlbacher (szoprán), Markus Miesenberger (tenor), Ars Antiqua Austria, Gunar Letzbor, Challenge Classics, 2012. – Haydn által feldolgozott vonósnégyesek, ária, concerto, cantilena, pastorale
- Der gute Hirt – Kovács Ágnes, Bárány Péter, Megyesi Zoltán, Najbauer Loránt, Purcell Choir, Orfeo Orchestra, Vashegyi György, Accent, 2020
- Haydneum: Magyar Régizenei Központ (CD 1-2) – Közte: CD2: Der gute Hirt, részletek (2019); Der verlorne Sohn, Introductio, Aria quarta (2021) – Kovács Ágnes, Megyesi Zoltán, Najbauer Loránt, Christian Immler, Purcell Choir, Orfeo Orchestra, Vashegyi György, Haydneum, 2021
- Gregor Joseph Werner, [Vol. 1], Salve Reginas & Pastorellas – Magdalene Harer, Johannes Euler, Georg Poplutz, Markus Flaig, la festa musicale, Rovátkay Lajos, Audite, 2020
- Gregor Joseph Werner, Vol. 2, Requiem – Magdalene Harer, Anne Bierwirth, Tobias Hunger, Markus Flaig, Voktett Hannover, la festa musicale, Rovátkay Lajos, Audite, 2022
- Gregor Joseph Werner, Vol. 3, Masses and Motets – Magdalene Harer, Anne Bierwirth, Tobias Hunger, Markus Flaig, Voktett Hannover, la festa musicale, Rovátkay Lajos, Audite, 2023